# Moranbong-guyŏk
Moranbong-guyŏk (koreanska: 모란봉구역) är en kommun i Nordkorea.   Den ligger i provinsen Pyongyang, i den sydvästra delen av landet. Huvudstaden Pyongyang ligger i Moranbong-guyŏk.